# Stomil Bydgoszcz

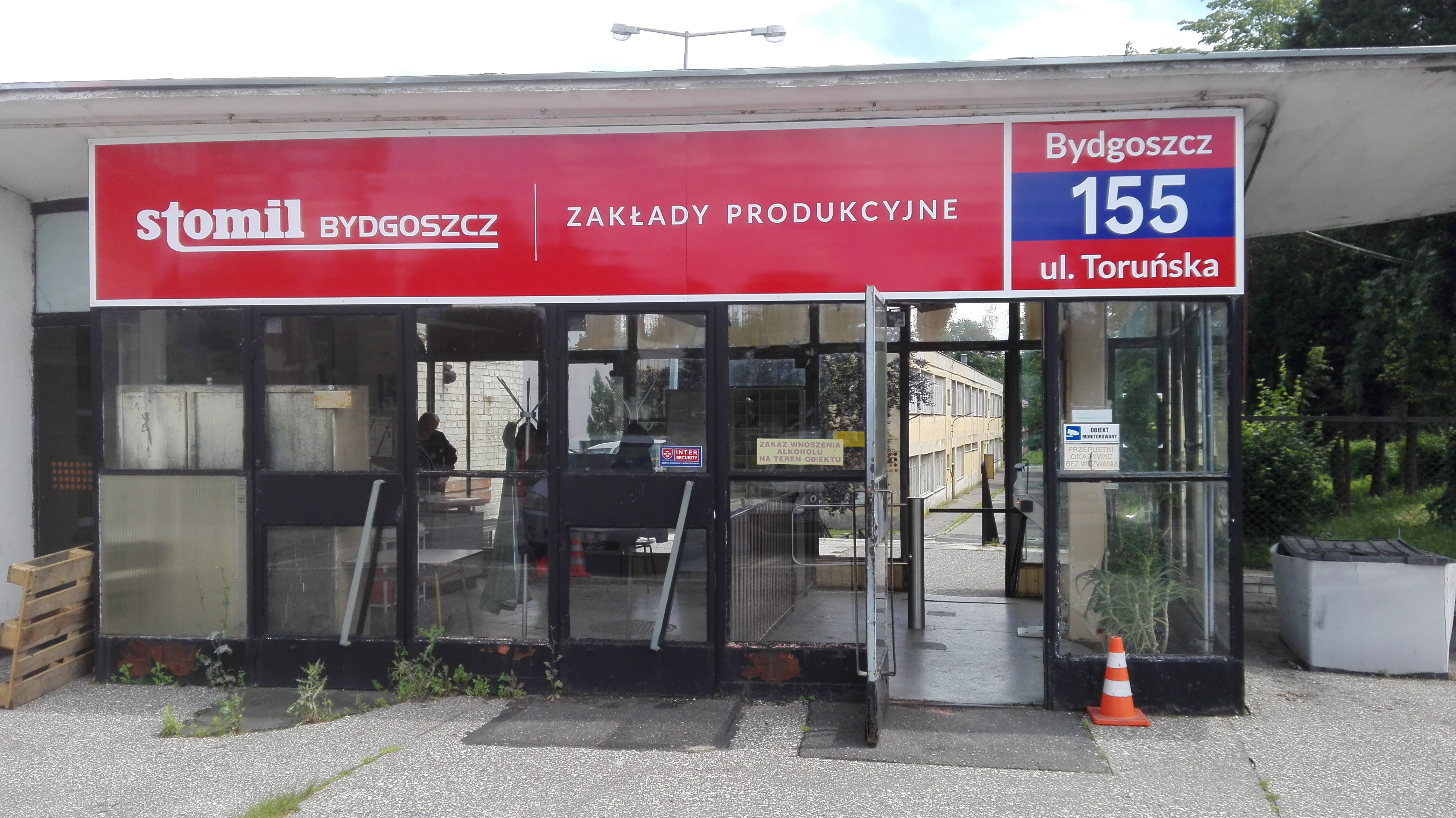
Wejście na teren zakładu

Bydgoskie Zakłady Przemysłu Gumowego „Stomil” Spółka Akcyjna – przedsiębiorstwo w Bydgoszczy założone w 1920 r., producent wyrobów gumowych.

## Charakterystyka
Bydgoskie Zakłady Przemysłu Gumowego „Stomil” S.A. to jeden z liderów w produkcji wyrobów gumowych, pierwszy producent węży hydraulicznych w Polsce. Produkty zakładu mają zastosowanie m.in. w górnictwie, budownictwie, rolnictwie, kolejnictwie, przemyśle maszynowym, chemicznym i spożywczym.
Przedsiębiorstwo od 1998 r. jest spółką akcyjną Skarbu Państwa. Podmiotem posiadającym 85% akcji Spółki jest Agencja Rozwoju Przemysłu S.A. z siedzibą w Warszawie. Pozostałe 15% akcji Spółki posiada Skarb Państwa, w imieniu którego prawa z akcji wykonuje Prezes Agencji Rozwoju Przemysłu S.A.
Spółka działa według standardu Systemu Zarządzania Jakością ISO 9002, aktualnie EN ISO 9001:2015.

### Produkty
Stomil Bydgoszcz specjalizuje się w produkcji węży gumowych do urządzeń hydraulicznych, których jest pierwszym krajowym producentem. Główne produkty zakładu to:
- węże hydrauliczne,
- węże przemysłowe: do wody, pary wodnej nasyconej, sprężonego powietrza, hamulcowe taboru kolejowego, do olejów, paliw, kwasów i zasad, do tynkowania, piaskowania, do tłoczenia betonu i zapraw, do gazów, do substancji spożywczych, do pojazdów samochodowych, do środków ochrony roślin
- płyty gumowe
- wykładziny gumowe podłogowe, dywaniki gumowe
- uszczelki i wytłaczane wyroby gumowe
- mieszanki gumowe.

Przedsiębiorstwo w swojej siedzibie w Bydgoszczy posiada sklep firmowy. Sprzedaż produktów prowadzi na terenie całego kraju za pomocą sieci dystrybutorów i przedstawicieli handlowych.

### Marki handlowe
- Stomil Bydgoszcz – marka węży hydraulicznych standardowych i specjalistycznych

## Historia
Bydgoską Spółkę Akcyjną „Kauczuk” z siedzibą w Warszawie i kapitałem 100 mln marek polskich powołano w 1920. W tym czasie w II Rzeczypospolitej istniała tylko jedna fabryka wyrobów gumowych w Wolbromiu, uruchomiona w 1911. Po wojnie w latach 1918–1923 budowano pierwsze polskie fabryki przemysłu gumowego: „Brage” w Warszawie i „PePeGe” w Grudziądzu. Budowę fabryki w Bydgoszczy rozpoczęto w 1921 na obszarze ok. 23 ha po spalonym tartaku Lloyda Bydgoskiego na Zimnych Wodach. Sprowadzono z Anglii najnowocześniejsze wówczas obrabiarki do przerobu kauczuku i gumowania tkanin. Produkcja ruszyła w połowie 1923, a pełny rozruch nastąpił rok później. Zatrudniano w tym czasie 200 osób.
Początkowo produkowano taśmy izolacyjne, płyty gumowe i azbestowo-gumowe, tkaniny powlekane, ebonit, artykuły formowane, dętki i opony rowerowe. Kauczuk naturalny do produkcji gumy importowano m.in. z Indii Wschodnich, Afryki i Ameryki Południowej. W 1928 uruchomiono dział produkcji węży gumowych. Zakład był jednym z pięciu największych w Polsce i najważniejszym na terenie miasta przedsiębiorstwem przemysłu chemicznego. Zatrudnienie wzrosło z 75 pracowników w 1923 do 500 w 1928. Sprzedawano produkty m.in. w Wolnym Mieście Gdańsku, skutecznie konkurując z towarami niemieckimi. W czasie wielkiego kryzysu przedsiębiorstwo początkowo dobrze prosperowało, lecz w 1934 koniunktura pogorszyła się na tyle, że wstrzymano produkcję na trzy lata. W 1937 zakład wydzierżawiono Spółce Dzierżawnej Fabryki Wyrobów Gumowych „Kauczuk”, a głównymi udziałowcami zostali Zofia i Bernard Cisewscy oraz Maria Maciaszek. W tym czasie zatrudniano 70 osób i produkowano m.in. wykładziny gumowe i wycieraczki do obuwia.
W 1939 r. Niemcy przejęli fabrykę i przemianowali na „Gumiwarenfabrik – Kautschuk”. Pracowali w niej wyłącznie Polacy, głównie kobiety, lecz stanowiska kierownicze zajmowali Niemcy. Obok działu gumowego uruchomiono dział metalowy, produkujący na rzecz Wehrmachtu kuchnie polowe, części do armat, podwozia i lawety armatnie, a pod koniec wojny także silniki przyczepne do łodzi podwodnych. Liczba zatrudnionych wzrosła ze 150 we wrześniu 1939 do 1000 osób w 1944, w tym 600 jeńców sowieckich.
4 kwietnia 1945 roku zakład przejęła polska administracja. Sowieckie władze wojskowe wpisały zakład na listę 30 obiektów gospodarczych w Bydgoszczy planowanych do objęcia akcją wywozu urządzeń do ZSRS. Wywózek udało się uniknąć po interwencji polskich władz u przedstawiciel Misji Ekonomicznej ZSRS w Warszawie w maju 1945. Stracono jedynie dwie nowoczesne tokarnie i dziesięć silników.
Równolegle z produkcją wyrobów gumowych do 1946 utrzymywano wydział metalowy. W 1946 r. fabrykę znacjonalizowano, a w 1947 zmieniono nazwę na „Wytwórnia nr 10 Kauczuk”. Na początku 1948 zatrudnienie w przedsiębiorstwie wynosiło 483 osób, a w 1954 roku – 745 osób, w tym 310 kobiet. W 1950 przedsiębiorstwo otrzymało nazwę: Bydgoskie Zakłady Przemysłu Gumowego „Kauczuk”, a zatrudnienie zwiększyło się do 2500 osób w 1970 (największe zatrudnienie sięgało 2800-3000 osób). W 1960 oddano do użytku nową halę, gdzie produkowano taśmy transporterowe dla górnictwa oraz nowe wydziały produkcji węży średnio- i wysokociśnieniowych.
Od 6 października 1971 przedsiębiorstwo funkcjonuje pod nazwą Bydgoskie Zakłady Przemysłu Gumowego „Stomil” z filiami w Podgórzynie (województwo zielonogórskie) i w Łabiszynie (Zakłady Chemiczne Przemysłu Terenowego) (województwo bydgoskie). W latach 70. produkowano m.in. węże wysokociśnieniowe do agregatorów tynkarskich, uszczelki cięte, pierścienie konserwowe, uszczelki do butelek, obkłady gumowe kół, taśmy transporterowe z PCW i gumy, płyty i wykładziny gumowe itp. Część produkcji wysyłano na eksport m.in. do Kanady, RFN, Francji, Holandii, Finlandii, Grecji, Austrii, ZSRS i na Kubę.
W 1976 r. zakładowi zarzucano niewysoką jakość wyrobów, czego powodem według władz fabryki byli dostawcy tkaniny technicznej do produkcji górniczych taśm transporterowych. Producent tkanin z powodu nacisków administracji centralnej wprowadzał w miejsce zagranicznych polskie włókna sztuczne o niskiej jakości. Zastosowane w praktyce przemysłowej nie spełniały norm wytrzymałościowych, a po dwóch miesiącach ulegały zużyciu. W II połowie lat 70. w przedsiębiorstwie brakowało także drutu mosiądzowanego, który był niezbędny do produkcji węży wysokociśnieniowych. W przypadku jego braku, produkcję w zakładzie zawieszano, do czasu otrzymania odpowiedniej ilości tego materiału.
W latach 90. XX w. po załamaniu się przemysłu węglowego, bydgoski „Stomil” dokonał korekty programu produkcji, skupiając się na asortymencie węży hydraulicznych. Filia zakładów w Łabiszynie specjalizowała się w produkcji uszczelnień profilowych, a w Podgórzynie – wyrobów dla potrzeb górnictwa i przemysłu papierniczego. Okres transformacji ustrojowej przedsiębiorstwo przeszło bez zwolnień grupowych, zachowując płynność finansową. W latach 90. objęło patronatem Zespół Szkół Medycznych w Bydgoszczy. Uczniowie spędzali wakacje w ośrodkach wczasowych „Stomilu” w Dźwirzynie, Karpaczu, Tuszynach.
8 czerwca 1998 przedsiębiorstwo przekształcono w jednoosobową spółkę akcyjną Skarbu Państwa.
Przedsiębiorstwo na przełomie XX i XXI w. starało się zaadaptować do nowych uwarunkowań rynkowych, przechodząc głęboką restrukturyzację organizacyjno-majątkową. Dostosowywano sukcesywnie wielkość zatrudnienia do bieżących potrzeb produkcyjnych oraz zmniejszano majątek, który nie był bezpośrednio związany z produkcją, a stanowił dodatkowe obciążenie finansowe zakładu.
W tym czasie jednocześnie czyniono nakłady inwestycyjne w obszarach produkcyjnych i okołoprodukcyjnych:
– w 2005 uruchomiono Centralny Magazyn Wyrobów Gotowych,
– w 2007 zakupiono nowoczesną linię firmy Berstorff do wytłaczania węży cienkościennych (SC) i uruchomiono produkcję węży hydraulicznych wg standardów normy EN 857,
– w 2014 przeniesiono produkcję wyrobów wytłaczanych do Zakładu w Bydgoszczy, koncentrując tym samym produkcję wszystkich wyrobów Spółki w jednym miejscu. Zakład zamiejscowy w Łabiszynie przeznaczono na sprzedaż, którą zrealizowano w 2016.
Lata 2010–2018 to okres dokonywania zakupu maszyn i urządzeń do produkcji węży hydraulicznych. Przedsiębiorstwo rozwijając się i doskonaląc swoje wyroby, wprowadziło w tym czasie zmiany w procesie produkcji węży wysokociśnieniowych, przechodząc ze stosowanych dotychczas rdzeni gumowych na rdzenie tworzywowe, dzięki czemu uzyskano lepszą jakość tego wyrobu. Wprowadzono znakowanie węży kolorowymi tasiemkami ITL, co korzystnie wpłynęło na trwałość znakowania i lepszą identyfikację wyrobu (w przypadku węży przemysłowych kolor taśmy znakującej określa dodatkowo rodzaj przesyłanego medium).
Od dnia 2 października 2018 Spółka BZPG „Stomil” S.A. przynależy do grupy kapitałowej ARP S.A.